# George Allison
Pour les articles homonymes, voir Allison.
George Allison, né le 24 octobre 1883 à Hurworth-on-Tees (Angleterre), mort le 13 mars 1957 à Londres (Angleterre) est un journaliste et manager anglais de football, connu pour avoir entrainé Arsenal.
Il devient le dixième manager d'Arsenal en 1934 et le reste jusqu'en 1947.
Lors des saisons, 1935, Allison guide Arsenal au sacre en championnat. L'équipe obtient un second titre de champion sous sa houlette en 1938.

## Palmarès
- Arsenal :
  - Champion d'Angleterre en 1935 et 1938.
  - Vainqueur de la Coupe d'Angleterre en 1936.
  - Vainqueur du Community Shield en 1938.